# Yang Wenyi
Yang Wenyi   (Shanghai, 11 de gener de 1972) és una nedadora xinesa, ja retirada, especialista en estil lliure, que va competir durant les dècades de 1980 i 1990.
El 1988 va prendre part en els Jocs Olímpics d'Estiu de Seül, on va disputar tres proves del programa de natació. Guanyà la medalla de plata en els 50 metres lliures, rere l'alemanya Kristin Otto, mentre en els 4x100 metres lliures fou quarta i en els 4x100 metres estils quedà eliminada en sèries. Quatre anys més tard, als Jocs de Barcelona, disputà dues proves del programa de natació. Guanyà la medalla d'or en els 50 metres lliures, mentre en 4x100 metres lliures guanyà la medalla de plata, formant equip amb Le Jingyi, Lü Bin, Zhuang Yong i Zhao Kun.
En el seu palmarès també destaquen una medalla d'or a les Universíades de 1991, dues medalles de plata i dues de bronze als Campionats de Natació Pan Pacific de 1987 i 1989 i quatre medalles d'or als Jocs Asiàtics de 1990. Va posseir el rècord del món dels 50 metres lliures entre l'11 d'abril de 1988 i l'11 de setembre de 1994 i fou la primera dona en baixar dels 25" en aquesta prova.